# Abyssoclymene annularis
Abyssoclymene annularis är en ringmaskart som beskrevs av Hartman 1967. Abyssoclymene annularis ingår i släktet Abyssoclymene och familjen Maldanidae. Inga underarter finns listade i Catalogue of Life.